# Diego Lugano
Diego Alfredo Lugano Morena (* 2. listopadu 1980) nebo jednoduše Diego Lugano je bývalý uruguayský fotbalový obránce a reprezentant.
Lugano hrál ve své kariéře za Plaza Colonia, Club Nacional de Football, São Paulo FC, Fenerbahçe, Paris Saint-Germain FC, Málaga CF, West Bromwich Albion, BK Häcken a Cerro Porteño.
Byl zvolen nejlepším kapitánem na Mistrovství světa 2010 v Jihoafrické republice. Trenér Óscar Tabárez jej nominoval na Mistrovství světa 2014 v Brazílii.

## Úspěchy

### Klubové
Nacional
- Uruguayská Primera División: 2000, 2001

São Paulo
- Campeonato Paulista: 2005
- Campeonato Brasileiro Série A: 2006
- Copa Libertadores: 2005, 2006
- Mistrovství světa ve fotbale klubů: 2005

Fenerbahçe
- Süper Lig: 2006–07, 2010–11
- TFF Süper Kupa (turecký Superpohár): 2007, 2009

### Reprezentační
Uruguay
- Copa América 2007: čtvrté místo
- Mistrovství světa ve fotbale 2010: čtvrté místo
- Copa América 2011: vítěz
- Lunar New Year Cup 2013: vítěz